# Модровране
Модровране (лат. Coraciidae) породица су птица које по изгледу подсећају на вране. Ова породица се састоји од два рода — Coracias и Eurystomus.

## Опис
Модровране подсећају на вране по величини и грађи, будући да су дуге 25 до 27 центиметара. Шарене су попут водомара и пчеларица, с плавом, ружичастом и смеђом доминантном бојом. Имају велику главу на кратком врату, шарено перје и нејаке и кратке ноге. Два унутрашња прста стопала су повезана, али спољашњи није. Слабе ноге и стопала имају одраза на њихово понашање. Не скачу и не ходају по гранама и ретко користе стопала за нешто друго осим за одбацивање за пленом. Кљун је гломазан. Краћи је и шири код припадника рода Eurystomus. Они имају шарене кљунове, док припадници рода Coracias имају црн кљун. Друге разлике између та два рода се огледају у дужини крила; модровране рода Eurystomus имају дужа крила од оних из рода Coracias.

## Распрострањеност
Модровране живе у топлијим крајевима Старог света. У Африци живи највише врста, а верује се да ова породица одатле и потиче. Модроврана је селица, размножава се у Европи и зимује у Африци, а Eurystomus orientalis се такође сели с већине свог ареала зими. Друге врсте су станарице или се селе само делимично.
Ово су птице отворених станишта с дрвећем или другим местима одакле се могу бацати на плен.

## Размножавање
Модровране су бучне и агресивне када бране своју територију за гнежђење. Уљезе нападају тако што се обрушавају на њих. Моногамне су и гнезде се у необложеној рупи у дрвету и сносе 2—4 јаја у тропима, а 3—6 у вишим пределима. Птићи се излегу из белих јаја након 17—20 дана, а млади остају у гнезду још отприлике 30 дана. Женка снесе јаја у интервалима од једног дана, тако да ако не буде довољно хране, преживећe само старији птић. Птићи су, као сви чучавци, голуждрави, слепи и беспомоћни када се излегу.

## Исхрана
Модровране рода Coracias седе и чекају плен да прође. Када га ухвате, однесу га у кљуну до гране и ту га поједу. Једу разне копнене инсекте, малене кичмењаке попут жаба, гуштера, пацова и младих птица. Хране се многим животињама које друге грабљивице избегавају, попут гусеница, инсеката јарких боја и змија.
Модровране рода Eurystomus лове у лету. Гутају бубе, зрикавце и друге инсекте и дробе их великим кљуном и поједу их у ваздуху.

## Систематика
У оквиру два рода постоји 11 врста:
- Род :
- Род :

Модровране су добиле свој научни назив од латинске речи coracium, што значи „сличан гаврану”.